# Budimo Grad
Budimo grad hrvatska je politička platforma osnovana 2020. godine u Varaždinu. Surađuje s platformom Možemo! Platforma je potekla od inicijative građana nezadovoljnih stanjem u gradskoj upravi.[nedostaje izvor + kojim stanjem?] Na izborima djeluje putem Nezavisne liste Dubravke Novak.
Na lokalnim izborima 2021. NL Dubravke Novak dobila je četiri mandata u Gradskom vijeću Varaždina.
Na lokalnim izborima 2025. NL Dubravke Novak osvojila je 2 mjesta u Gradskom vijeću grada Varaždina i 1 mjesto u Skupštini Varaždinske županije.[tko je izabran?]